# Chambrey
Chambrey est une commune française située dans le département de la Moselle, en région Grand Est.

## Géographie

### Localisation
Surplombant légèrement la vallée de la Seille, Chambrey est caractéristique du village-rue lorrain, qui s'étire d'est en ouest le long d'une rue large avec d'immenses usoirs devant les maisons.

### Géologie et relief
- Hydrogéologie et climatologie : Système d’information pour la gestion des eaux souterraines du bassin Rhin-Meuse :

Territoire communal : Occupation du sol (Corinne Land Cover); Cours d'eau (BD Carthage),
Géologie : Carte géologique; Coupes géologiques et techniques,
 Hydrogéologie : Masses d'eau souterraine; BD Lisa; Cartes piézométriques.

### Sismicité
Commune située dans une zone de sismicité 1 très faible.

### Hydrographie et les eaux souterraines
La commune est située dans le bassin versant du Rhin au sein du bassin Rhin-Meuse. Elle est drainée par la Seille, le ruisseau le Majurin et le ruisseau le Jonkry.
La Seille, d'une longueur totale de 137,7 km, prend sa source dans la commune de Maizières-lès-Vic et se jette dans la Moselle à Metz en limite avec Saint-Julien-lès-Metz, après avoir traversé 57 communes.

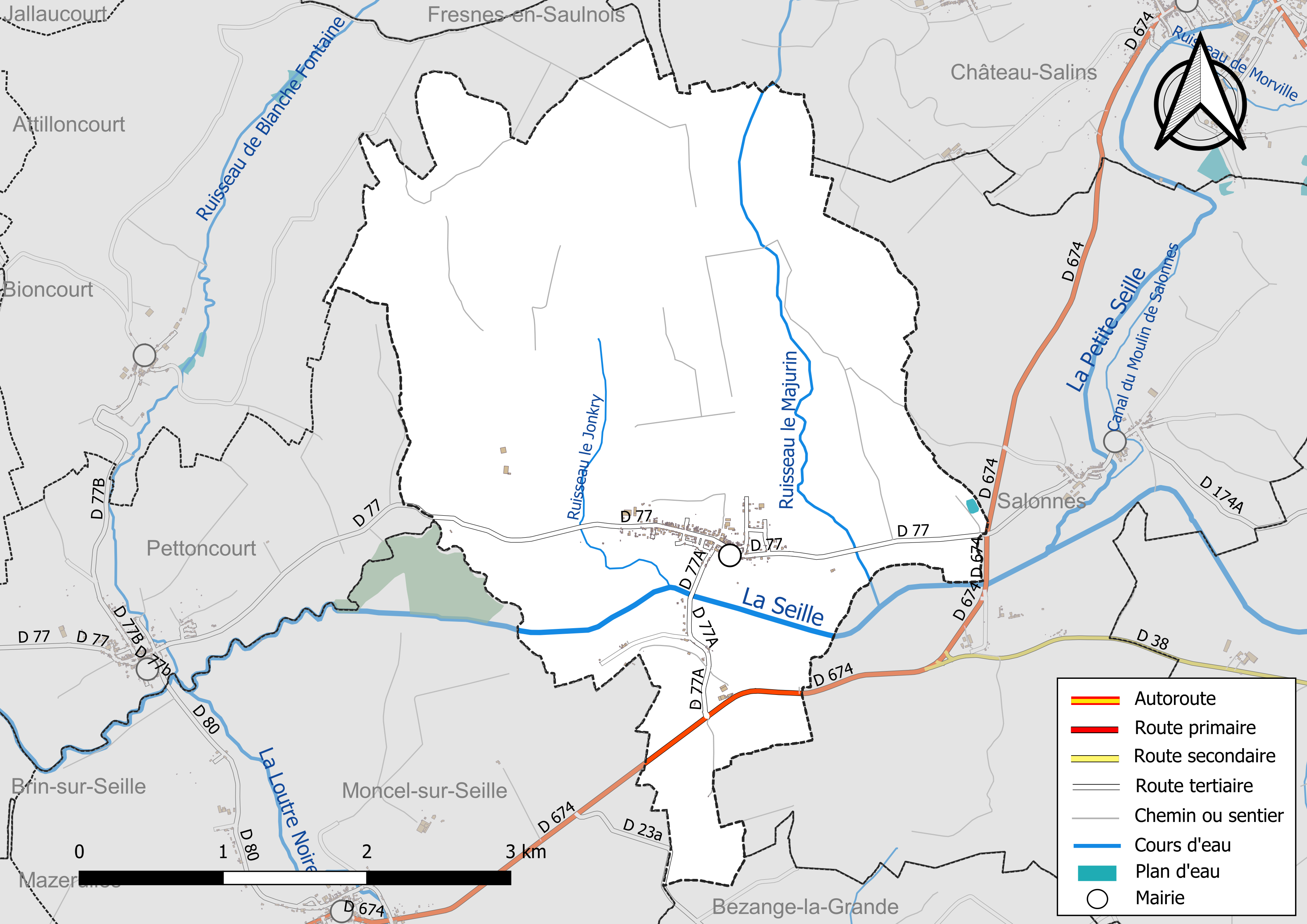
Réseaux hydrographique et routier de Chambrey.

La qualité des eaux des principaux cours d’eau de la commune, notamment de la Seille, peut être consultée sur un site spécial géré par les agences de l’eau et l’Agence française pour la biodiversité.
Ainsi en 2020, dernière année d'évaluation disponible en 2022, l'état écologique de la Seille était jugé médiocre (orange).

### Climat
Pour des articles plus généraux, voir Climat du Grand Est et Climat de la Moselle.
En 2010, le climat de la commune est de type climat océanique dégradé des plaines du Centre et du Nord, selon une étude du Centre national de la recherche scientifique s'appuyant sur une série de données couvrant la période 1971-2000. En 2020, Météo-France publie une typologie des climats de la France métropolitaine dans laquelle la commune est exposée à un climat semi-continental et est dans la région climatique Lorraine, plateau de Langres, Morvan, caractérisée par un hiver rude (1,5 °C), des vents modérés et des brouillards fréquents en automne et hiver.
Pour la période 1971-2000, la température annuelle moyenne est de 9,8 °C, avec une amplitude thermique annuelle de 17 °C. Le cumul annuel moyen de précipitations est de 781 mm, avec 11,5 jours de précipitations en janvier et 9,2 jours en juillet. Pour la période 1991-2020, la température moyenne annuelle observée sur la station météorologique de Météo-France la plus proche, « Lesse_sapc », sur la commune de Lesse à 20 km à vol d'oiseau, est de 10,7 °C et le cumul annuel moyen de précipitations est de 694,0 mm. 
La température maximale relevée sur cette station est de 40 °C, atteinte le 25 juillet 2019 ; la température minimale est de −20,7 °C, atteinte le 20 décembre 2009,,.
Les paramètres climatiques de la commune ont été estimés pour le milieu du siècle (2041-2070) selon différents scénarios d'émission de gaz à effet de serre à partir des nouvelles projections climatiques de référence DRIAS-2020. Ils sont consultables sur un site spécial publié par Météo-France en novembre 2022.

### Voies de communication et transports

#### Voies routières
À seulement 25 km de Nancy en direction de Château-Salins, par la route nationale 74, l'ensemble de ce village apparait à gauche de la RN 74, juste après la traversée de Moncel-sur-Seille.
À 8 km de Vic-sur-Seille (D 8) connu pour son sel exploité dès la plus haute antiquité et son très célèbre peintre Georges de La Tour, Chambrey fait partie du pays du Saulnois.

#### Transports en commun

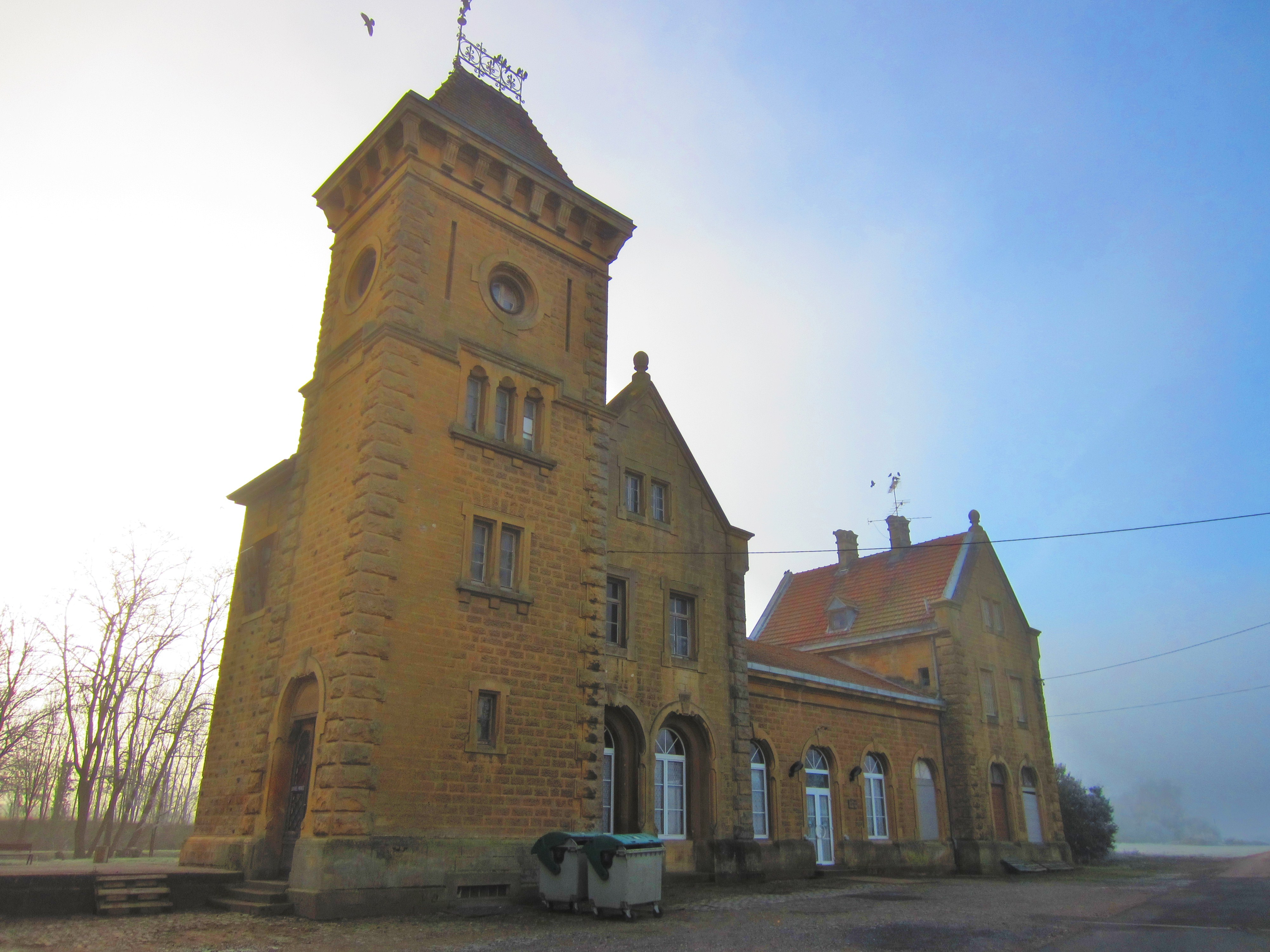
Ancienne gare impériale, témoin de l'ancienne frontière de 1871

- Fluo Grand Est.

##### SNCF
- Gare frontière de 1871, sur la ligne aujourd'hui déclassée et déposée reliant Nancy à Château-Salins,
- Gare de Luzy,
- Gare de Varangéville - Saint-Nicolas,
- Gare de Morhange,
- Gare de Lunéville,
- Gare de Champigneulles.

### Intercommunalité
Commune membre de la Communauté de communes du Saulnois.

## Urbanisme

### Typologie
Au 1er janvier 2024, Chambrey est catégorisée commune rurale à habitat dispersé, selon la nouvelle grille communale de densité à sept niveaux définie par l'Insee en 2022.
Elle est située hors unité urbaine. Par ailleurs, la commune fait partie de l'aire d'attraction de Nancy, dont elle est une commune de la couronne,. Cette aire, qui regroupe 353 communes, est catégorisée dans les aires de 200 000 à moins de 700 000 habitants,.

### Occupation des sols
L'occupation des sols de la commune, telle qu'elle ressort de la base de données européenne d’occupation biophysique des sols Corine Land Cover (CLC), est marquée par l'importance des territoires agricoles (67,6 % en 2018), en augmentation par rapport à 1990 (66,6 %). La répartition détaillée en 2018 est la suivante :
terres arables (44,9 %), forêts (30,2 %), prairies (22,7 %), zones urbanisées (2,2 %), zones agricoles hétérogènes (0,1 %). L'évolution de l’occupation des sols de la commune et de ses infrastructures peut être observée sur les différentes représentations cartographiques du territoire : la carte de Cassini (XVIIIe siècle), la carte d'état-major (1820-1866) et les cartes ou photos aériennes de l'IGN pour la période actuelle (1950 à aujourd'hui).

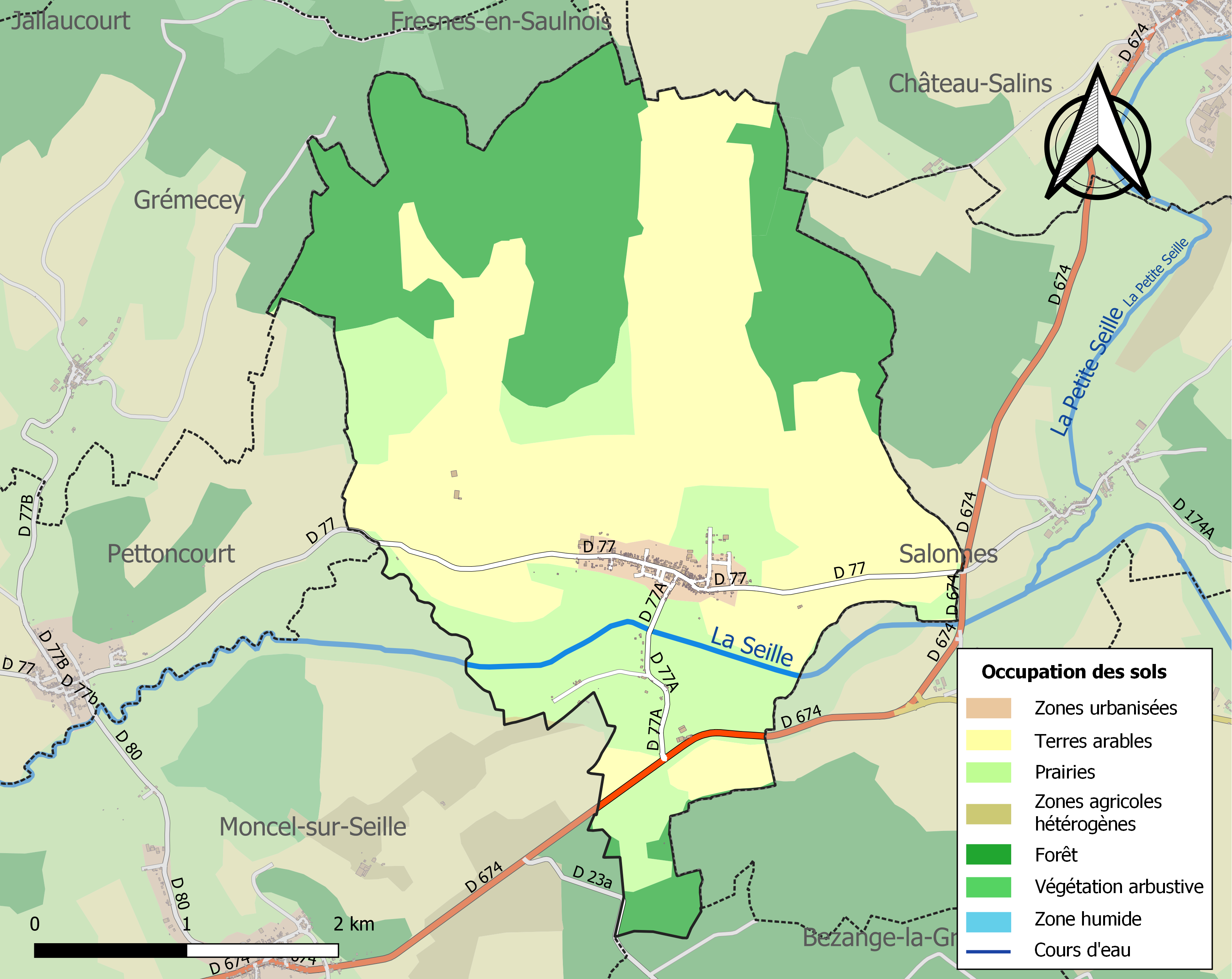
Carte des infrastructures et de l'occupation des sols de la commune en 2018 (CLC).

## Toponymie
Chambrei (1339), Chambry (1398), Chambreyum (1642), Chambrey (1793), Chambray (1801), Kambrich (1915-1918).

## Histoire
Relevait de la principauté épiscopale de Metz et du bailliage de Vic.
Annexé par les Allemands à l'issue de la guerre de 1870, Chambrey constituait la frontière franco-allemande. Cette frontière plaçait donc le village sur la ligne de front de la Première Guerre mondiale. Presque intégralement détruit, Chambrey fut citée à l'ordre des armées le 14 mai 1923.
La bataille du Grand-Couronné en septembre 1914 ayant stabilisé l'invasion prussienne approximativement sur les frontières de 1870, Chambrey ne sera libérée qu'à la fin de la guerre. Le récit d'Hubert Ofcard détaille, jour après jour la vie du village aux premières heures de la guerre de 1914. Chambrey subira à nouveau de très gros dommages durant le conflit de 1939-1945.
Ce village rural était prospère et représentait un centre administratif important, en raison de sa position frontalière. Il hébergeait une douane, une gendarmerie et une caserne de pompiers. Une saline, ouverte en 1881, y employait 35 salariés, pour une production de 10 000 t/an. On y comptait jusqu'à 900 habitants en 1900, mais les deux conflits mondiaux successifs ont eu raison de cette prospérité. La population actuelle de 350 habitants se développe néanmoins de façon régulière en raison de sa proximité avec Château-Salins et Nancy.

### Héraldique
| Blason de Chambrey | Blason  | Coupé de gueules et d'or, à deux besants en chef et un tourteau en pointe de l'un en l'autre. |
| Blason de Chambrey | Détails | Le statut officiel du blason reste à déterminer.                                              |

## Politique et administration
| Période                                  | Période      | Identité                  | Étiquette | Qualité                      |
| ---------------------------------------- | ------------ | ------------------------- | --------- | ---------------------------- |
| Les données manquantes sont à compléter. |              |                           |           |                              |
| 2008                                     | 2014         | Jean-Claude Nierderlender |           |                              |
| 2014                                     | Janvier 2016 | Alain Grosjean            |           | Démission au cours du mandat |
| 2016                                     | 2020         | Thierry Klein             |           |                              |
| mai 2020                                 | En cours     | Patrick Peiffert          |           |                              |

### Budget et fiscalité 2021
En 2021, le budget de la commune était constitué ainsi :
- total des produits de fonctionnement : 220 000 €, soit 644 € par habitant ;
- total des charges de fonctionnement : 442 000 €, soit 415 € par habitant ;
- total des ressources d'investissement : 29 000 €, soit 84 € par habitant ;
- total des emplois d'investissement : 57 000 €, soit 166 € par habitant ;
- endettement : 266 000 €, soit 779 € par habitant.

Avec les taux de fiscalité suivants :
- taxe d'habitation : 15,73 % ;
- taxe foncière sur les propriétés bâties : 25,37 % ;
- taxe foncière sur les propriétés non bâties : 41,13 % ;
- taxe additionnelle à la taxe foncière sur les propriétés non bâties : 0,00 % ;
- cotisation foncière des entreprises : 0,00 %.

Chiffres clés Revenus et pauvreté des ménages en 2020 : médiane en 2020 du revenu disponible, par unité de consommation : 23 220 €.

## Population et société

### Démographie

#### Évolution démographique
L'évolution du nombre d'habitants est connue à travers les recensements de la population effectués dans la commune depuis 1793. Pour les communes de moins de 10 000 habitants, une enquête de recensement portant sur toute la population est réalisée tous les cinq ans, les populations de référence des années intermédiaires étant quant à elles estimées par interpolation ou extrapolation. Pour la commune, le premier recensement exhaustif entrant dans le cadre du nouveau dispositif a été réalisé en 2004.

En 2022, la commune comptait 317 habitants, en évolution de −7,58 % par rapport à 2016 (Moselle : +0,52 %, France hors Mayotte : +2,11 %).
| 1793 | 1800 | 1806 | 1821 | 1831 | 1836 | 1841 | 1846 | 1851 |
| ---- | ---- | ---- | ---- | ---- | ---- | ---- | ---- | ---- |
| 610  | 620  | 733  | 761  | 829  | 882  | 886  | 792  | 766  |

| 1856 | 1861 | 1871 | 1875 | 1880 | 1885 | 1890 | 1895 | 1900 |
| ---- | ---- | ---- | ---- | ---- | ---- | ---- | ---- | ---- |
| 693  | 676  | 648  | 670  | 746  | 837  | 781  | 834  | 759  |

| 1905 | 1910 | 1921 | 1926 | 1931 | 1936 | 1946 | 1954 | 1962 |
| ---- | ---- | ---- | ---- | ---- | ---- | ---- | ---- | ---- |
| 754  | 754  | 448  | 507  | 504  | 503  | 355  | 385  | 387  |

| 1968 | 1975 | 1982 | 1990 | 1999 | 2004 | 2006 | 2009 | 2014 |
| ---- | ---- | ---- | ---- | ---- | ---- | ---- | ---- | ---- |
| 366  | 345  | 364  | 342  | 341  | 328  | 322  | 359  | 352  |

| 2019 | 2022 | - | - | - | - | - | - | - |
| ---- | ---- | - | - | - | - | - | - | - |
| 325  | 317  | - | - | - | - | - | - | - |

## Économie

### Entreprises et commerces

#### Agriculture
- Culture et élevage associés.
- Culture de céréales, de légumineuses et de graines oléagineuses.
- Sylviculture et autres activités forestières.
- Élevage d'autres animaux.

#### Tourisme
- Gîtes de France, à Bezange-la-Grande.
- Restaurant et camping à Vic-sur-Seille.
- Hôtel à Delme.

#### Commerces
- Commerces et services à Château-Salins.

## Culture locale et patrimoine

### Lieux et monuments

#### Édifices civils

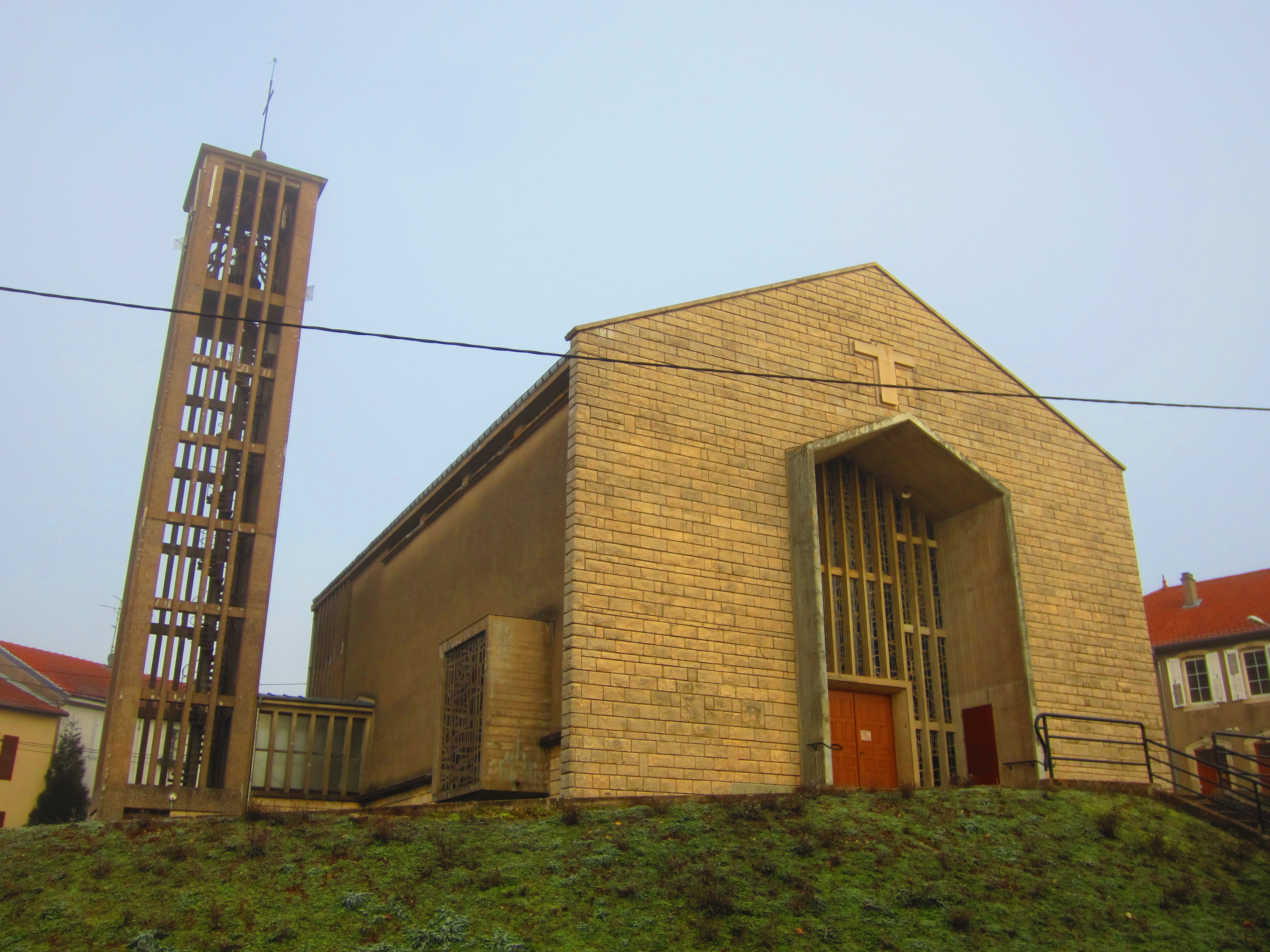
L'église de l'Invention-de-Saint-Étienne.

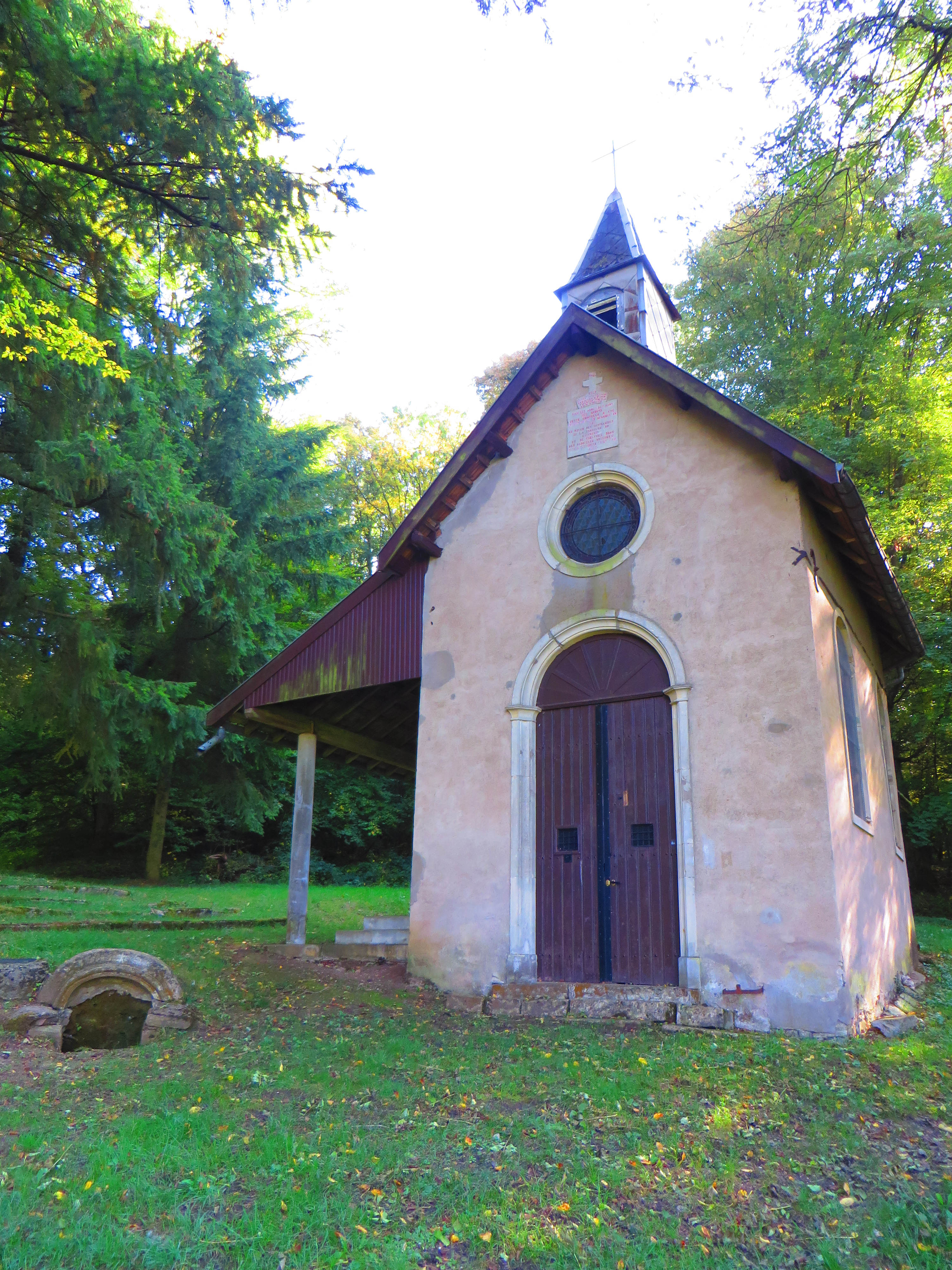
La chapelle Saint-Roch.

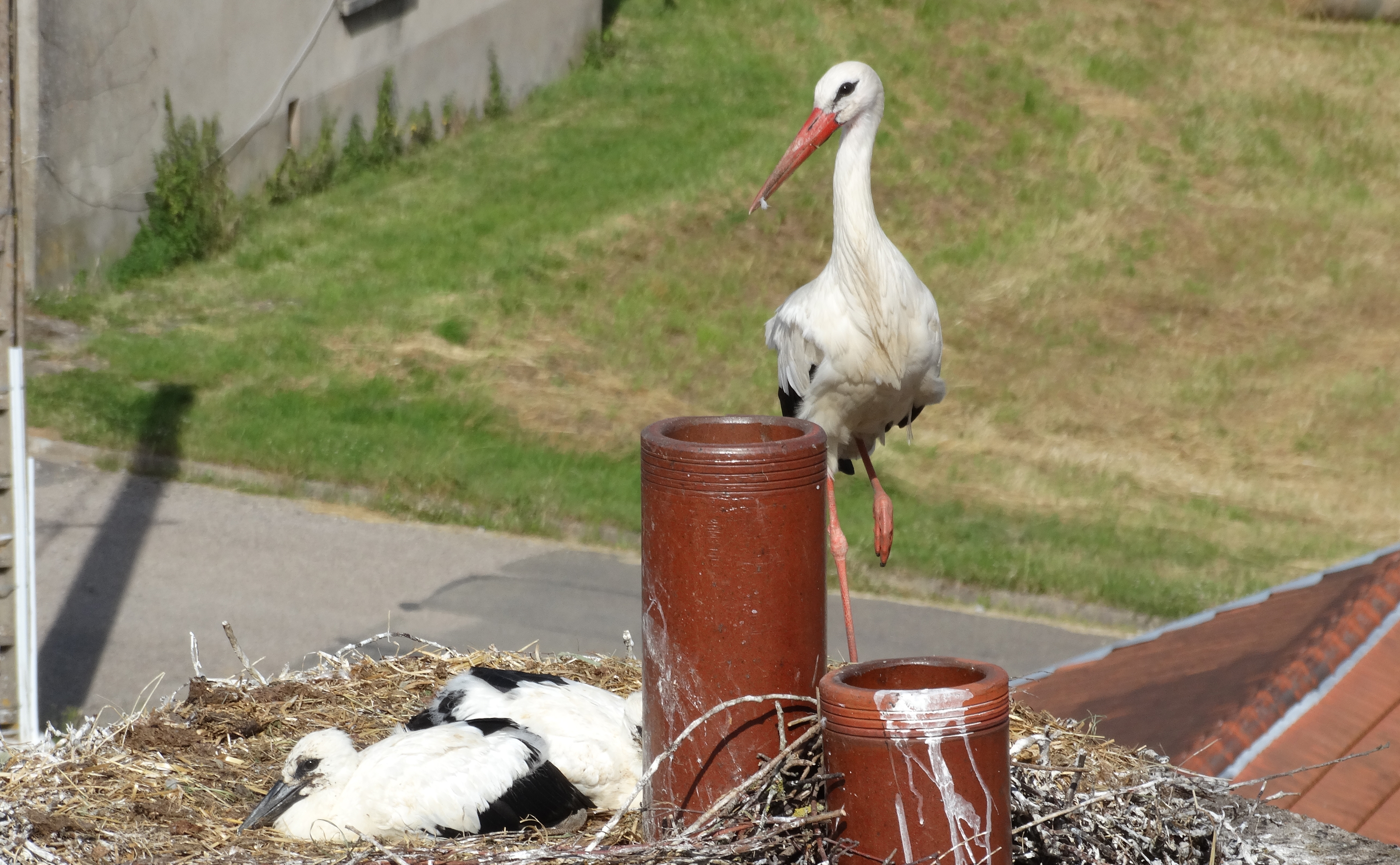
Première couvée réussie

- Gare impériale : construite en 1873 à l'initiative du Kaiser après la victoire allemande de 1870. Cette gare a perdu sa grande verrière d'origine, mais sa construction en pierre de taille et ses dimensions en font un monument impressionnant qui était destiné à montrer la puissance allemande aux visiteurs venant de Nancy[24].

Achetée par la commune en 1986, la municipalité en assurant la gestion et la location. Également base de loisirs, elle possède aujourd'hui trois murs d'escalade.
- Carré militaire à l'intérieur du cimetière civil où sont enterrés sept poilus tombés le 11 août 1914.
- Ruines du château de Chambrey.
- Existence des vestiges d'une villa datant de l'époque gallo-romaine sur une hauteur surplombant le village.
- Présence d'un grand nombre de blockhaus (ou abris bétonnés) créés par l'armée allemande pendant la première Guerre mondiale sur les collines entourant Chambrey.

#### Édifices religieux
- Église de l'Invention-de-Saint-Étienne, architecture moderne, œuvre de Georges Clément (1958 à 1960)[26],[27], vitraux d'Antoine-René Giguet (élève de Victor Prouvé à l'École des beaux arts[28]).

Orgue église Saint-Étienne de Jean-Georges Koenig (1962) - Koenig (1990).
- La petite chapelle Saint-Roch, construite en 1819, est également visible depuis la RN 74, mais du côté opposé à celui du village, nichée en bordure de forêt[30].
- Monument aux morts[31] : Conflits commémorés : Guerres 1914-1918 - 1939-1945 - AFN-Algérie (1954-1962).

### Patrimoine naturel
- Espaces protégés et gérés : Pré salé et prairie oligotrophe[32].
- Espèces recensées : taxons terminaux (espèces et infra-espèces[33].

### Personnalités liées à la commune
- Charles Paté, né le 16 février 1923, décédé en 2000 à Vandeuvre-lès-Nancy, maire de nombreuses années. La salle socio-culturelle Charles Paté, base de plein-air (ancienne gare) porte son nom.

## Pour approfondir